# Dean-Nunatakker
Die Dean-Nunatakker sind zwei Nunatakker im westantarktischen Ellsworthland. Im Hudson-Gebirge ragen sie 10 km ostnordöstlich des Mount Moses auf.
Der United States Geological Survey kartierte sie anhand eigener Vermessungen und Luftaufnahmen der United States Navy aus den Jahren von 1960 bis 1966. Das Advisory Committee on Antarctic Names benannte sie 1970 nach William S. Dean aus dem texanischen Pleasanton, der den Erkundungsmannschaften im Ellsworthland zwischen 1968 und 1969 sowie weiteren Feldforschungseinheiten des United States Antarctic Research Program über drei Jahre lang im Amateurfunkdienst als Kontaktstelle in die Vereinigten Staaten gedient hatte.